# 内梅什·加博尔
内梅什·加博尔（匈牙利語：Nemes Gábor，1964年11月30日—），匈牙利男子水球运动员。他曾代表匈牙利国家队参加1992年夏季奥林匹克运动会水球比赛，结果队伍获得第六名。